# Искакова, Разия Шакеновна
Разия Шакеновна Искакова училась в аульной школе, в мед. училище. Ушла добровольцем на фронт в октябре 1941 г. На Харьковском направлении под огнём выносила с поля боя раненых, оказывала им первую помощь. На подступах к Сталинграду была ранена сама. После госпиталя вернулась в строй, в танковую армию генерала Рыбалко, в составе которой продолжала оказывать помощь раненым товарищам.
После демобилизации работала старшей медсестрой Чимкентской городской больницы. Активно участвовала в общественной, воспитательной работе, пропаганде медицинских знаний.

## Награды
За проявленную отвагу и самоотверженность при спасении раненых, Разия Искакова награждена орденом «Красной Звезды», орденом «Отечественной войны» и многими медалями. В 1975 г. удостоена Международным Красным Крестом золотой медалью им. Флоренс Найтингейл.